# Parapylocheles
Parapylocheles is een geslacht van kreeftachtigen uit de klasse van de Malacostraca (hogere kreeftachtigen).

## Soort
- Parapylocheles scorpio (Alcock, 1894)